# منطقة ميسور
ميسور رمزها «MY» (بالإنجليزية: Mysore)‏ ، هو تقسيم إداري لدولة الهند تتبع ولاية كارناتاكا (بالإنجليزية: Karnataka)‏ ، مركزها هو مدينة ميسور (بالإنجليزية: Mysore)‏ عدد سكانها حسب تعداد سنة 2001 هو 2,624,911 ، مساحتها 6,854 كم² وكثافة السكان 383 لكل كم² .

## معرض صور

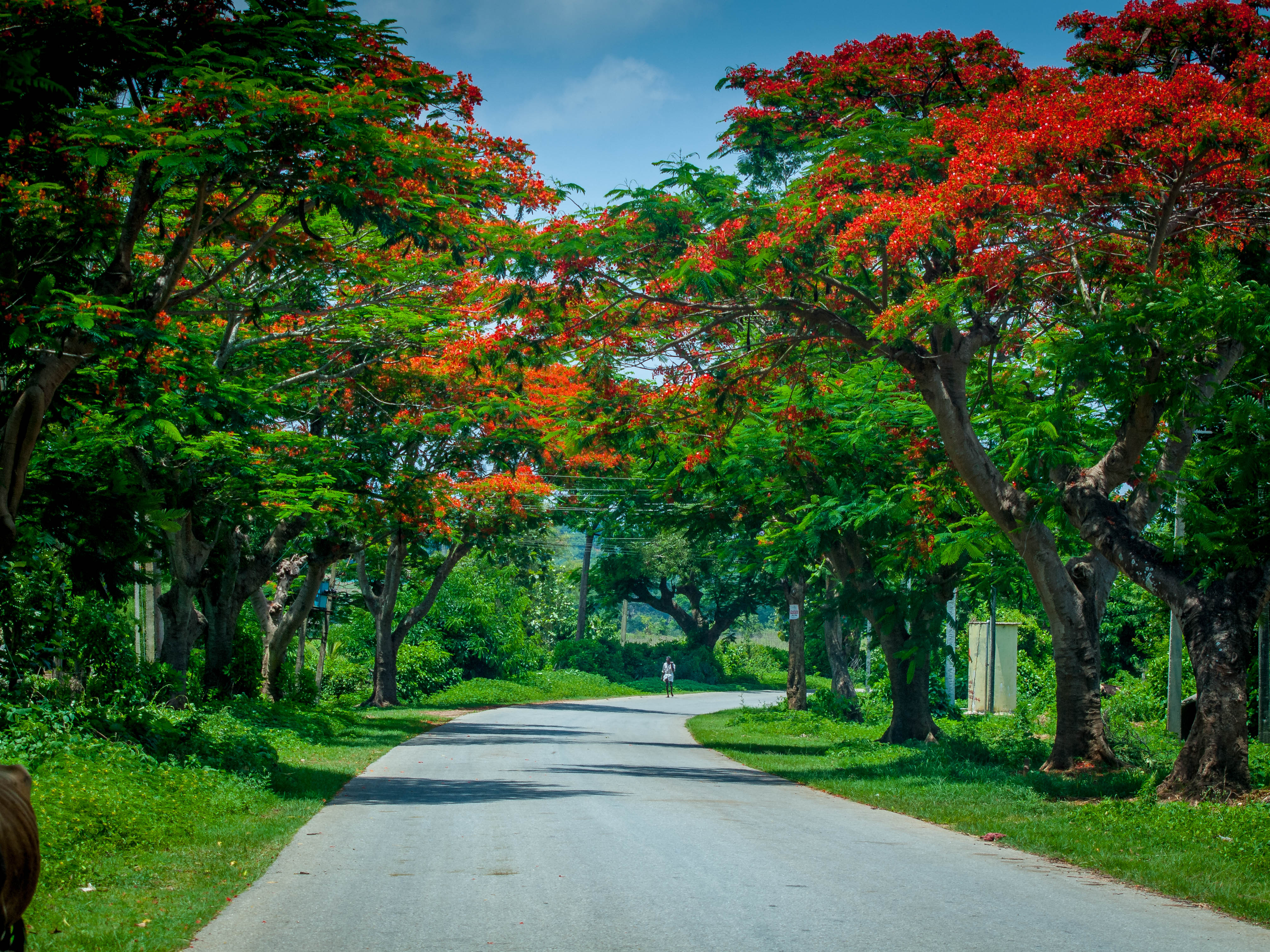
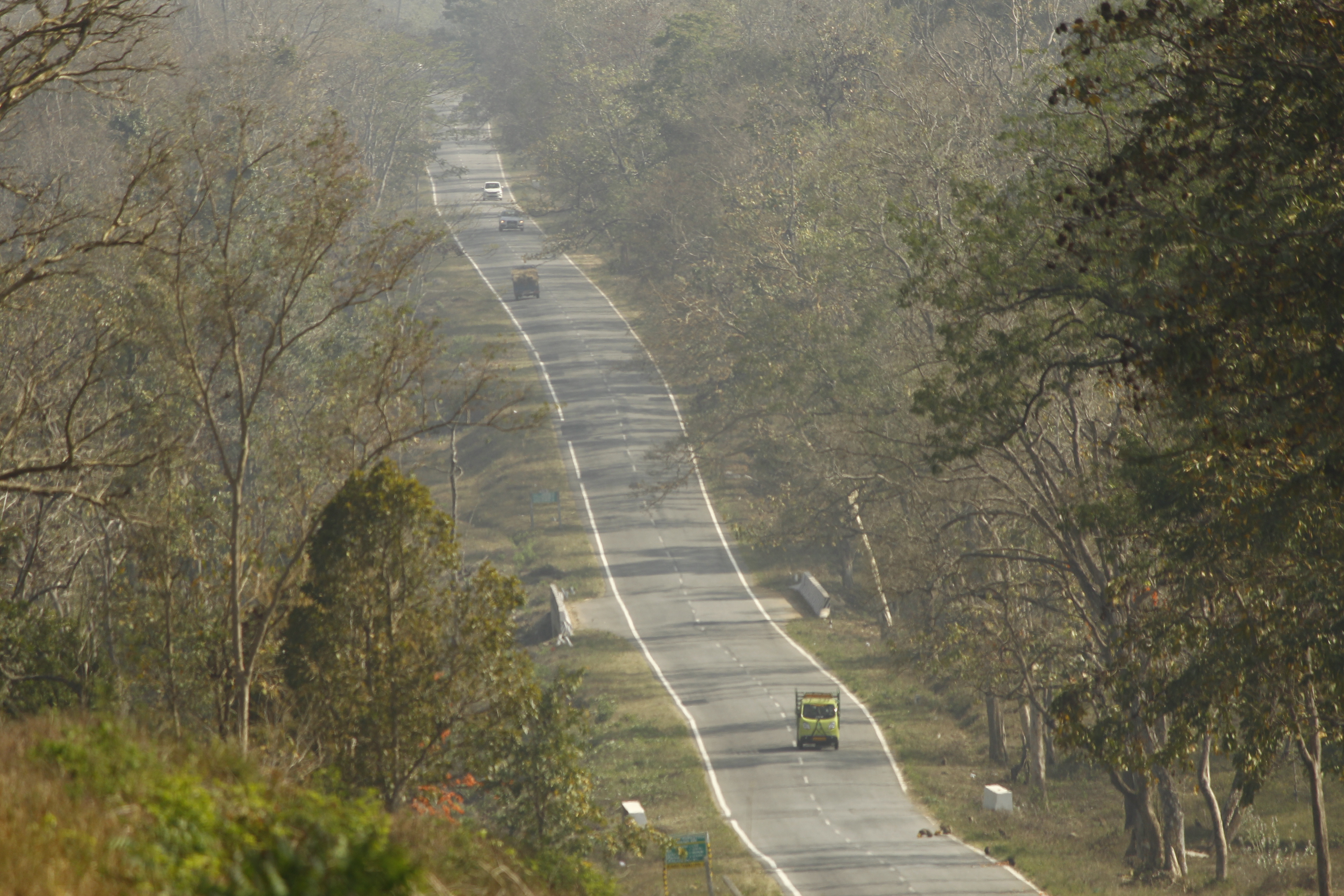